# Libanotis
Libanotis es un género de plantas herbáceas perteneciente a la familia de las apiáceas.  Comprende 108 especies descritas y de estas, solo 18 aceptadas.

## Taxonomía
El género fue descrito por Haller ex Zinn y publicado en Catalogus Plantarum Horti Gottingensis 226. 1757. La especie tipo es: Libanotis montana Crantz. 					

## Especies
A continuación se brinda un listado de las especies del género Libanotis aceptadas hasta septiembre de 2012, ordenadas alfabéticamente. Para cada una se indica el nombre binomial seguido del autor, abreviado según las convenciones y usos.
- Libanotis abolinii (Korovin) Korovin
- Libanotis acaulis Shan & M.L. Sheh
- Libanotis buchtormensis (Fisch.) DC.
- Libanotis condensata (L.) Crantz
- Libanotis depressa Shan & M.L. Sheh
- Libanotis eriocarpa Schrenk
- Libanotis grubovii (V.M. Vinogr. & Sanchir) M.L. Sheh & M.F. Watson
- Libanotis iliensis (Lipsky) Korovin
- Libanotis incana (Stephan ex Willd.) O. Fedtsch. & B. Fedtsch.
- Libanotis jinanensis L.C. Xu & M.D. Xu
- Libanotis lancifolia K.T. Fu
- Libanotis lanzhouensis K.T. Fu ex Shan & M.L. Sheh
- Libanotis laticalycina Shan & M.L. Sheh
- Libanotis libanotis (L.) H. Karst.
- Libanotis schrenkiana C.A. Mey. ex Schischk.
- Libanotis seseloides (Fisch. & C.A. Mey. ex Turcz.) Turcz.
- Libanotis spodotrichoma K.T. Fu
- Libanotis wannienchun K.T. Fu